# Omo Osaghae
Omoghan „Omo“ Osaghae (* 18. Mai 1988 in Lubbock, Texas) ist ein ehemaliger US-amerikanischer Leichtathlet, der sich auf den 110-Meter-Hürdenlauf spezialisiert hat. Seinen größten Erfolg feierte er mit dem Hallenweltmeistertitel über 60 m Hürden 2014 in Sopot.

## Sportliche Laufbahn
Omo Osaghae wuchs in Texas auf und absolvierte ein Studium an der Texas Tech University. 2014 startete er im 60-Meter-Hürdenlauf bei den Hallenweltmeisterschaften in Sopot und siegte dort in 7,45 s. Es blieb dies seine einzige Meisterschaftsteilnahme, ehe er seine aktive Karriere 2016 im Alter von 28 Jahren beendete.
In den Jahren 2011, 2013 und 2014 wurde Osaghae US-amerikanischer Meister im 60-Meter-Hürdenlauf.

## Persönliche Bestzeiten
- 110 m Hürden: 13,23 s (+0,8 m/s), 15. Mai 2011 in Norman
  - 60 m Hürden (Halle): 7,45 s, 9. März 2014 in Sopot